# Federazione di hockey su ghiaccio del Kazakistan
La Federazione kazaka di hockey su ghiaccio (in kazako Қазақстанның шайбалы хоккей федерациясы?; in russo Казахстанская федерация хоккея с шайбой?) è un'organizzazione fondata nel 1992 per governare la pratica dell'hockey su ghiaccio in Kazakistan.
Ha aderito all'International Ice Hockey Federation il 6 maggio 1992.